# Lambürger Busreisen
Das  Reisebüro & Reiseunternehmen Ernst Lambürger ist ein Bus- und Reiseunternehmen mit Sitz in Zwiesel im Bayerischen Wald. Das Unternehmen ist inhabergeführt durch seinen Gründer Ernst Lambürger.

## Linienverkehr
Im Linienverkehr betreibt Lambürger Busreisen fünf konzessionierte Linien: den Stadtbusverkehr in Zwiesel, eine Buslinie Zwiesel–Großer Arber, eine von Zwiesel nach Bärnzell sowie die beiden Igelbus-Linien im Falkensteingebiet. Daneben verkehren Busse dieses Unternehmens im Reisebusverkehr sowie im Schülerverkehr.

## Busflotte
Der Linienbetrieb auf den vier konzessionierten Linien werden mit Mercedes-Sprinter-Kleinbussen abgewickelt. Daneben besitzt das Unternehmen weitere Reisebusse und Kleinbusse. Mehrere Schulbusse sind für die Beförderung von Rollstuhlfahrern von und zur Christophorus-Schule der Lebenshilfe ausgestattet.

## Tarif
Auf den Linien gilt ein entfernungsabhängiger Haustarif.
Lambürger ist Teil der Tarifgemeinschaft Bayerwald-Ticket und erkennt dieses in allen einen Linien an. Das darauf basierende Gästeservice-Umweltticket (GUTi) gilt hier ebenso.